# دون وليامز (لاعب بوكر)
دون وليامز (بالإنجليزية: Don Williams)‏ هو لاعب بوكر أمريكي، ولد في 2 مايو 1942 في بورتسموث في الولايات المتحدة، وتوفي في 10 أبريل 2013 في مانسفيلد في الولايات المتحدة.